# 4 × 100 meter stafett för damer i friidrott vid olympiska sommarspelen 2004
Stafett 4 x 100 m damer vid Olympiska sommarspelen 2004 genomfördes vid Atens olympiska stadion den 26 och 27 augusti.

## Medaljörer
| Event         | Guld                                                                                    | Guld  | Silver                                                                  | Silver | Brons                                                                 | Brons |
| 4 x 100 meter | Jamaica Tayna Lawrence Sherone Simpson Aleen Bailey Veronica Campbell Beverly McDonald* | 41,73 | Ryssland Olga Fjodorova Julija Tabakova Irina Chabarova Larisa Kruglova | 42,27  | Frankrike Véronique Mang Muriel Hurtis Sylviane Félix Christine Arron | 42,54 |

## Förkortningar
Alla tider visas i sekunder.

- Q innebär avancemang utifrån placering i heatet.
- q innebär avancemang utifrån total placering.
- DNS innebär att personen inte startade.
- DNF innebär att personen inte fullföljde.
- DQ innebär diskvalificering.
- NR innebär nationellt rekord.
- OR innebär olympiskt rekord.
- WR innebär världsrekord.
- WJR innebär världsrekord för juniorer
- AR innebär världsdelsrekord (area record)
- PB innebär personligt rekord.
- SB innebär säsongsbästa.

## Resultat

### Försöksheat
Från de två kvalheaten gick de tre första lagen i vardera försöksheatet samt de två snabbaste tiderna därutöver till final.
| Placering | Heat | Bana | Nation              | Löpare                                                                           | Resultat | Noteringar |
| --------- | ---- | ---- | ------------------- | -------------------------------------------------------------------------------- | -------- | ---------- |
| 1         | 1    | 1    | USA                 | LaTasha Colander, Lauryn Williams, Marion Jones, Angela Williams                 | 41,67    | Q, =SB     |
| 2         | 2    | 4    | Ryssland            | Larisa Kruglova, Irina Chabarova, Julija Tabakova, Olga Fjodorova                | 42,12    | Q, SB      |
| 3         | 2    | 1    | Jamaica             | Aleen Bailey, Beverly McDonald, Sherone Simpson, Tayna Lawrence                  | 42,20    | Q, SB      |
| 4         | 2    | 8    | Frankrike           | Christine Arron, Sylviane Félix, Muriel Hurtis, Véronique Mang                   | 42.98    | Q          |
| 5         | 2    | 2    | Nigeria             | Endurance Ojokolo, Oludamola Osayomi, Mercy Nku, Gloria Kemasuode                | 43,00    | q, SB      |
| 6         | 1    | 6    | Bahamas             | Debbie Ferguson, Shandria Brown, Chandra Sturrup, Timicka Clarke                 | 43,02    | Q, SB      |
| 7         | 2    | 5    | Belarus             | Oksana Dragun, Alena Nevmerzjitskaja, Natallia Safronnikava, Julija Nestsjarenka | 43,06    | q          |
| 8         | 1    | 4    | Belgien             | Kim Gevaert, Élodie Ouédraogo, Lien Huyghebaert, Katleen De Caluwé               | 43,08    | Q, NR      |
| 9         | 1    | 3    | Brasilien           | Luciana dos Santos, Rosemar Coelho Neto, Lucimar de Moura, Katia de Jesus        | 43,12    |            |
| 10        | 1    | 2    | Colombia            | Norma González, Digna Murillo, Felipa Palacios, Melisa Murillo                   | 43,30    |            |
| 11        | 2    | 3    | Kuba                | Miladis Lazo, Ana Lopez, Roxana Díaz, Virgen Benavides                           | 43,60    |            |
| 12        | 1    | 8    | Tyskland            | Katja Wakan, Birgit Rockmeier, Marion Wagner, Sina Schielke                      | 43,64    | SB         |
| 13        | 1    | 5    | Ukraina             | Zjanna Block, Tetjana Tkalitj, Marina Majdanova, Irijna Kozjemjakina             | 43,77    |            |
| 14        | 1    | 7    | Grekland            | Maria Karastamati, Marina Vasarmidou, Effrosíni Patsoú, Georgia Kokloni          | 44,45    | SB         |
| 15        | 2    | 6    | Nederländerna       | Annemarie Kramer, Pascal van Assendelft, Jacqueline Poelman, Joan van den Akker  | DNF      |            |
| 15        | 2    | 7    | Trinidad och Tobago | Ayanna Hutchinson, Wanda Hutson, Fana Ashby, Kelly-Ann Baptiste                  | DNF      |            |

### Final
| Placering | Bana | Nation    | Löpare                                                                           | Resultat | Noteringar |
| --------- | ---- | --------- | -------------------------------------------------------------------------------- | -------- | ---------- |
| 1         | 4    | Jamaica   | Tayna Lawrence, Sherone Simpson, Aleen Bailey, Veronica Campbell                 | 41,73    | NR         |
| 2         | 6    | Ryssland  | Olga Fjodorova, Julija Tabakova, Irina Chabarova, Larisa Kruglova                | 42,27    |            |
| 3         | 2    | Frankrike | Véronique Mang, Muriel Hurtis, Sylviane Félix, Christine Arron                   | 42,54    |            |
| 4         | 3    | Bahamas   | Timicka Clarke, Chandra Sturrup, Shandria Brown, Debbie Ferguson-McKenzie        | 42,69    | SB         |
| 5         | 1    | Belarus   | Julija Nestsjarenka, Natallia Safronnikava, Alena Nevmerzjitskaja, Oksana Dragun | 42,94    | NR         |
| 6         | 7    | Belgien   | Katleen De Caluwe, Lien Huyghebaert, Élodie Ouédraogo, Kim Gevaert               | 43,11    |            |
| 7         | 8    | Nigeria   | Gloria Kemasuode, Mercy Nku, Oludamola Osayomi, Endurance Ojokolo                | 43,42    |            |
| 8         | 5    | USA       | Angela Williams, Marion Jones, Lauryn Williams, LaTasha Colander                 | DNF      |            |

## Tidigare vinnare

### OS
- 1896 - 1924: Inga tävlingar
- 1928 i Amsterdam: Kanada – 48,4
- 1932 i Los Angeles: USA – 46,9
- 1936 i Berlin: USA – 46,9
- 1948 i London: Nederländerna – 47,5
- 1952 i Helsingfors: USA – 45,9
- 1956 i Melbourne: Australien – 44,5
- 1960 i Rom: USA – 44,5
- 1964 i Tokyo: Polen – 43,69
- 1968 i Mexico City: USA – 42,88
- 1972 i München: Västtyskland – 42,81
- 1976 i Montréal: DDR – 42,55
- 1980 i Moskva: DDR – 41,60
- 1984 i Los Angeles: USA – 41,65
- 1988 i Seoul: USA – 41,98
- 1992 i Barcelona: USA – 42,11
- 1996 i Atlanta: USA – 41,95
- 2000 i Sydney: Bahamas – 41,95

### VM
- 1983 i Helsingfors: DDR – 41,76
- 1987 i Rom: USA – 41,58
- 1991 i Tokyo: : Jamaica – 41,94
- 1993 i Stuttgart: : Ryssland – 41,49
- 1995 i Göteborg: USA – 42,12
- 1997 i Aten: USA – 41,47
- 1999 i Sevilla: Bahamas – 41,92
- 2001 i Edmonton: Tyskland – 42,32
- 2003 i Paris: Frankrike – 41,78